# Tirannio Rufino
Tirannio Rufino, o Rufino di Aquileia o Rufino di Concordia o ancora Rufino Turranio (Iulia Concordia, 345 circa – Sicilia, 411), è stato un teologo, storico e monaco cristiano romano.
È noto sia per la sua Storia ecclesiastica (traduzione e ampliamento dell'opera omonima di Eusebio di Cesarea) sia, soprattutto, come traduttore in latino delle opere originariamente in greco di alcuni padri della Chiesa, in particolare di quelle di Origene.

## Biografia

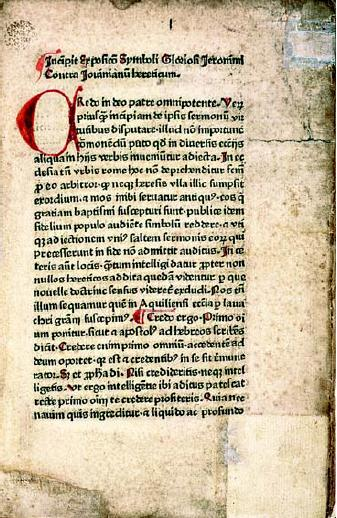
Pagina dellApologia di Hieronymum

Nato a Iulia Concordia (odierna Concordia Sagittaria, tra Aquileia ed Altino), attorno al 345, a quindici anni si recò a Roma divenendo compagno di studi di Sofronio Eusebio Girolamo. Verso il 368 andò a vivere ad Aquileia, nella propria regione di origine, dove condusse vita ascetica, inserendosi in un gruppo monastico-clericale. Intorno al 370 Rufino ricevette il battesimo dal vescovo Valeriano e, dopo lo scioglimento del suo gruppo, si trasferì in Egitto (373), terra d'origine della vita ascetica cristiana.
Percorse i deserti del Basso Egitto, terra d'origine del monachesimo cristiano, incontrando molti celebri monaci. Ad Alessandria frequentò maestri rinomati fra cui Didimo il Cieco, che gli fece scoprire i tesori dell'esegesi e della teologia di Origene, senza trascurare altre opere dei Padri della Chiesa di lingua greca, tra cui quelle di Atanasio di Alessandria, e dei Cappadoci. Gli anni trascorsi in Egitto furono per Rufino di capitale importanza per la propria formazione spirituale e intellettuale. In quegli anni percorse il deserto egiziano insieme alla pia vedova Melania. Verso il 377 Rufino andò a Gerusalemme, dove gli fu affidato un monastero maschile situato accanto a quello femminile eretto dalla stessa Melania sul Monte degli Ulivi.  Le due comunità divennero un centro di attività spirituale, intellettuale e caritativa. Tra il 387 e il 393 Rufino fu ordinato sacerdote dal vescovo Giovanni di Gerusalemme.
Nel 393, insieme a Sofronio Eusebio Girolamo, fu coinvolto nell'attacco contro Origene e gli origenisti messo in atto da Epifanio di Salamina. Rufino e Giovanni da Gerusalemme si mantennero fedeli alla memoria del maestro alessandrino, mentre Girolamo, rompendo le relazioni con entrambi, si schierò a favore di Epifanio. La successiva riappacificazione fra Girolamo e Rufino (397) ebbe breve durata: quest'ultimo, tornato a Roma (398), strinse amicizia con Melania la giovane, con il senatore Turcio Aproniano, Paolino di Nola e Ursacio, abate del monasteto di Pinetum, a sud di Roma. Nella capitale tradusse il Perì Archôn di Origene, eliminando le espressioni che non gli sembravano ortodosse e citando nella prefazione Girolamo come un fautore di Origene. Girolamo, informato da amici romani, si scagliò nuovamente contro l'amico di un tempo con una serie di scritti.
Successivamente ritornò ad Aquileia: anche qui era viva la polemica intorno all'origenismo e ciò diede modo a Rufino di affermare con forza la propria ortodossia. Scrisse una Spiegazione del Credo in cui mostra come il Simbolo che lui apprese nella Chiesa di Aquileia è identico a quello di Roma.
Si dedicò quindi ad una feconda attività letteraria, soprattutto di traduzione, per far conoscere all'Occidente i Padri greci. Di fronte all'incalzare dei Goti di Alarico (408), abbandonò Aquileia e si rifugiò prima a Roma, poi nel monastero del Pineto, presso Terracina. Nel 410, subito dopo la caduta e il saccheggio di Roma, Rufino, non sentendosi più sicuro nel Lazio, si rifugiò con alcuni amici in Sicilia, dove morì con ogni probabilità nei primi mesi dell'anno successivo (411).

## Opere
Rufino ebbe una grande importanza per lo sviluppo culturale del cristianesimo occidentale, in quanto con le sue traduzioni egli rese accessibile ai latini il pensiero dei padri greci, in particolare quello di Origene. Dotato di una buona preparazione letteraria, si prefisse lo scopo morale e intellettuale di ricercare il vantaggio di quanti sono sulla via della salvezza. Si possono suddividere le opere di Rufino in due gruppi distinti: opere originali (composizioni personali, per lo più occasionali) e traduzioni.

### Opere originali
- Opere polemiche. Sono tre scritti connessi con la controversia origenista e dimostrano la forte personalità di Rufino:
  - De adulteratione librorum Origenis: pubblicata come appendice alla traduzione dell'Apologia di Panfilio, volta a dimostrare come le opere dell'Adamantio fossero state manipolate al fine di screditarne il pensiero;
  - Apologia ad Anastasium papam;
  - Apologia contra Hieronymum.
- De Benedictionibus XII Patriarcharum libri II: esegesi del capitolo 49 della Genesi.
- Expositio Symboli: opera catechetica in cui Rufino espone, frase per frase, il simbolo apostolico in uso nella Chiesa di Aquileia.
- Opere storiche.
  - Historia Ecclesiastica: quest'opera è a metà tra i due gruppi. Dopo aver tradotto, infatti, la Storia Ecclesiastica di Eusebio di Cesarea, riducendola peraltro in nove libri contro i dieci originari, Rufino la continuò, aggiungendovi due libri di propria composizione che trattano il periodo compreso tra il 325 e il 395.
  - Historia monachorum o Historia eremitica, raccolta di biografie di trentatré monaci che vissero nel deserto di Nitria; tuttavia la paternità dell'opera è dubbia.

### Traduzioni
L'opera di traduzione dal greco di Rufino è molto importante, in quanto in alcuni casi tali traduzioni sono le uniche testimonianze rimaste delle opere originali e per il mondo di lingua latina esse furono per molto tempo l'unico mezzo attraverso cui vennero conosciute le opere di alcuni autori greci.

#### Origene di Alessandria
Origene fu un autore che Rufino ebbe molto a cuore. Ne tradusse il trattato Περὶ Ἀρχῶν (Perì Archôn, De Principiis), in quattro libri, già tradotto da Gerolamo, numerose Omelie sui libri della Bibbia e, con ampie riduzioni e modifiche, sia il Commento alla Lettera ai Romani, in 10 libri, sia il Commento al Cantico dei cantici, in 4 libri.

#### Altri autori
Del cosiddetto Adamanzio (da lui identificato con Origene) tradusse il Dialogo sulla retta fede; di Panfilo l'Apologia per Origene; di Sesto, pseudo-filosofo pitagorico - però da Rufino erroneamente identificato con papa Sisto II - le prime 451 Sentenze (su 610); dello Pseudo-Clemente le Recognitiones e la breve Epistula Clementis ad Jacobum; di Eusebio di Cesarea, come detto sopra, tradusse la Storia Ecclesiastica, ridotta in 9 libri e continuata con altri 2 libri da lui composti; di Basilio Magno l'Asketikón e 8 Omelie; di Gregorio di Nazianzo, 9 Omelie; di Evagrio Pontico le Sentenze.

## Alcuni tratti del pensiero di Rufino
Le polemiche origeniste e gli attacchi di Girolamo hanno oscurato la figura di Rufino, ma ora si mettono in luce il suo equilibrato comportamento e la sua integrità intellettuale e teologica, e si apprezzano maggiormente i suoi scritti dal punto di vista esegetico, teologico, ascetico, storico.
Per quanto riguarda l'esegesi, Rufino coglie l'enorme ricchezza della Parola divina, dimostra una certa sensibilità filologica, sviluppa una sua originalità soprattutto rispetto all'interpretazione morale: la pagina biblica deve indirizzare i comportamenti e le azioni di coloro che la studiano.
Circa la teologia, il nostro autore aderisce fedelmente all'insegnamento tradizionale della Chiesa. Egli si rifà alla semplicità della fede dei cristiani. Ha la preoccupazione di conservare la dottrina rivelata: perciò nel tradurre le opere di Origene egli elimina affermazioni che riteneva contrarie alla tradizione apostolica o contraddittorie con altre asserzioni ortodosse dello stesso autore, pur conservando anche le finezze del grande Maestro alessandrino.
Per quanto riguarda l'ascesi, Rufino, spinto dal desiderio di perseguire la perfezione evangelica, trasmette modelli di vita nelle sue opere, presentando i Padri del deserto e traducendo l'Asketikón di Basilio; in tal modo influenzò il monachesimo occidentale, divulgando e incoraggiando l'adozione delle Regole basiliane. È un maestro di vita spirituale anche per laici impegnati.
Infine, in rapporto alla storia, Rufino fa conoscere la storia della Chiesa dei primi secoli per confortare i cristiani nelle prove e per aiutarli a riflettere sul significato profondo e salvifico degli avvenimenti passati. Egli contribuisce ad elaborare una teologia cristiana della storia. Nella fede egli riconosce l'importanza dei fatti concreti: attraverso le vicende umane, Dio salva l'umanità.

## Rufino scrittore e traduttore
Rufino, dotato di una buona formazione letteraria e di ampie conoscenze di autori cristiani, rivela buone doti di scrittore. Preferì tuttavia dedicarsi a tradurre opere di altri che a comporre opere sue. Ma anche nelle traduzioni egli manifesta la sua competenza; fa un buon lavoro di rielaborazione, di adattamento e di traduzione letterale. Per questi motivi Rufino può essere considerato uno dei più grandi tra gli antichi traduttori cristiani. Egli si adeguava ai criteri di traduzione del suo tempo, quindi mirava più a rendere il senso del testo che a farne una versione letterale. Inoltre le modifiche erano spesso apportate per motivi dottrinali e storici, anche se aveva cura di non alterare le linee fondamentali del pensiero dell'autore. Inoltre voleva dare ai lettori un'opera che contribuisse al loro perfezionamento spirituale. La traduzione diveniva così un'opera letteraria che non ricalcava passivamente l'originale nella forma, ma che tuttavia rimaneva sostanzialmente fedele al pensiero e allo spirito dell'autore originario.

### Opere
- Tyrannii Rufini opera, recognovit Manlio Simonetti, Brepols (Corpus Christianorum. Series Latina, 20), Turnholt 1961.
- Rufino di Aquileia, Apologia [pro Origene], a cura di Manlio Simonetti, Alba, Società S. Paolo, 1957.

### Studi
- G. Bosio, E. dal Covolo, M. Maritano, Introduzione ai Padri della Chiesa, Secoli III e IV, Società Editrice Internazionale, Torino 1993
- N. Pace, Ricerche sulla traduzione di Rufino del "De Principiis" di Origene, La Nuova Italia (Pubblicazioni della Facoltà di Lettere e Filosofia dell'Università degli Studi di Milano, 133; Sezione a cura dell'Istituto di Filologia Classica, 2), Firenze 1990
- Rufino di Concordia e il suo tempo, a cura della Accademia card. Bessarione, Roma. Atti del Convegno tenuto a Concordia e Portogruaro nel 1986, Arti grafiche friulane (Antichità Altoadriatiche, 31/1-2), Udine 1987
- Storia ed esegesi in Rufino di Concordia, Atti del Convegno tenuto a Concordia Sagittaria, Portogruaro e Sesto al Reghena nel 1990, Arti grafiche friulane (Antichità Altoadriatiche, 39), Udine 1992